# Robion
Robion  ist eine französische Gemeinde mit 4803 Einwohnern (Stand 1. Januar 2022) im Département Vaucluse in der Region Provence-Alpes-Côte d’Azur. Sie gehört zum Kanton Cheval-Blanc im Arrondissement Apt.

## Geographie
Robion liegt ungefähr sechs Kilometer östlich von Cavaillon und grenzt an die Gemeinden Taillades, L’Isle-sur-la-Sorgue, Lagnes, Cabrières-d’Avignon und Maubec.
Die Gemeinde befindet sich am Westende des nördlichen Luberon inmitten des Regionalen Naturparks Luberon. Das Gemeindegebiet erstreckt sich vom Luberon-Gebirge im Süden mit einer Maximalhöhe von 650 m bis zum Tal des Coulon-Flusses im Norden mit 74 m Höhe. Parallel zum Coulon verläuft etwas weiter südlich der Canal de Carpentras.

## Geschichte
Erste Anzeichen einer Siedlung aus dem Neolithikum gibt es an der Quelle des Baches Boulon am Fuße des Luberon. Am Boulon wurden auch phokäische (6.–5. Jh. v. Chr.) und kampanische (3. Jh. v. Chr.) Töpferwaren, sowie massaliotische Münzen gefunden.
In gallo-römischer Zeit lag der Ort unweit der Via Domitia, die von Italien nach Spanien führte.
Die erste urkundliche Erwähnung des Ortsnamens erfolgte im Jahr 1233. Während des Mittelalters gaben die Einwohner die Siedlung am Boulon auf und gründeten an der heutigen Stelle eine Befestigungsanlage, deren Mauern 1389 einen Angriff durch Raimund von Turenne standhielten. Während der Hugenottenkriege im Jahr 1562 brannten Truppen unter Führung von François de Beaumont die Kirche nieder. Als Teil der Grafschaft Avignon gehörte Robion ursprünglich zur Grafschaft Provence, dann zur Grafschaft Toulouse. 1348 ging die Ortschaft zusammen mit dem Comtat Venaissin in päpstlichen Besitz über. Anfang des siebzehnten Jahrhunderts war Robion von Cavaillon durch eine Pestmauer getrennt. In Andenken an die Pestopfer wurde 1632 die Kapelle Saint Rochus gebaut. 1784 ging die Grundherrschaft an Louis-Paul, Marquis de Brancas, zugleich Ritter des Ordens vom Heiligen Geist. Robion blieb von den Unruhen der Französischen Revolution nicht verschont. 1794 zerstörten Aufständische das Haus des Schlossherrn, zudem gab es einige Hinrichtungen. Um 1900 kam es zur Entvölkerung der historischen Altstadt. Zwischen 1924 und 1926 wurde die Gemeinde elektrifiziert.

### Bevölkerungsentwicklung
| Jahr      | 1962 | 1968 | 1975 | 1982 | 1990 | 1999 | 2008 | 2018 |
| --------- | ---- | ---- | ---- | ---- | ---- | ---- | ---- | ---- |
| Einwohner | 1925 | 2059 | 2431 | 3197 | 3417 | 3844 | 4084 | 4587 |

## Verkehr
Etwas nördlich der Altstadt verläuft die D2 aus Cavaillon kommend von West nach Ost. Im Nordosten des Gemeindegebietes trifft die D15 auf die N100, mit der man Anschluss nach Avignon und Apt hat. Der nächstgelegene Bahnhof befindet sich sechs Kilometer westlich im Zentrum von Cavaillon.

## Sehenswürdigkeiten
- Uhrenturm, eine der beiden Glocken stammt aus dem 15. Jahrhundert und ist damit eine der ältesten des Départements[2]
- Befestigungsmauern (14. Jahrhundert)
- restaurierte Altstadt mit Schloss, Rathaus und Pfarrkirche
- Freilichttheater mit Felskulisse, jedes Jahr im Juli Festival mit mediterraner Musik, Gesang und Tanz
- historischer Kalkofen (19. Jahrhundert)
- romanische Pfarrkirche aus dem 12. Jahrhundert, der heiligen Jungfrau und Sainte Quitterie gewidmet, mit mehreren Kapellen
- Kapelle Notre-Dame-des-Anges, Anfang 18. Jahrhundert
- Kapelle Saint-Rochus, 1632 in Andenken an die Pestopfer erbaut
- Missionskreuz für Saint Rochus etwas oberhalb der Stadt, 1789 errichtet
- Tour de Sabran, ehemaliger Militärposten
- Überreste der Pestmauer

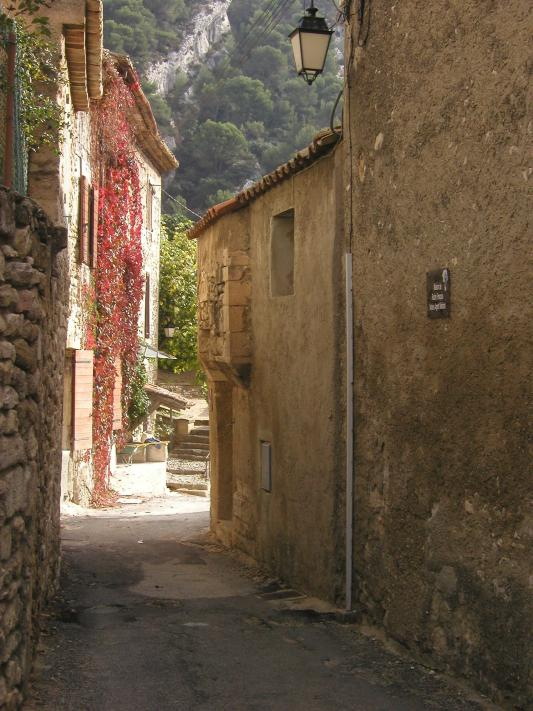
Gasse in der Altstadt
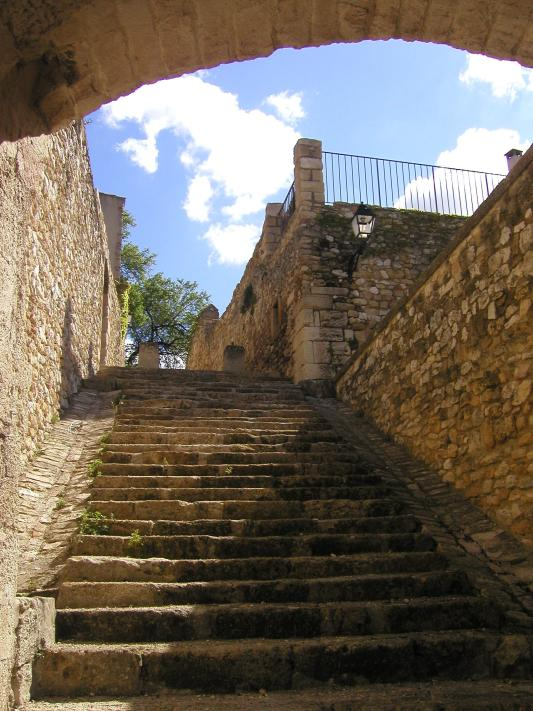
Steintreppe in der Altstadt
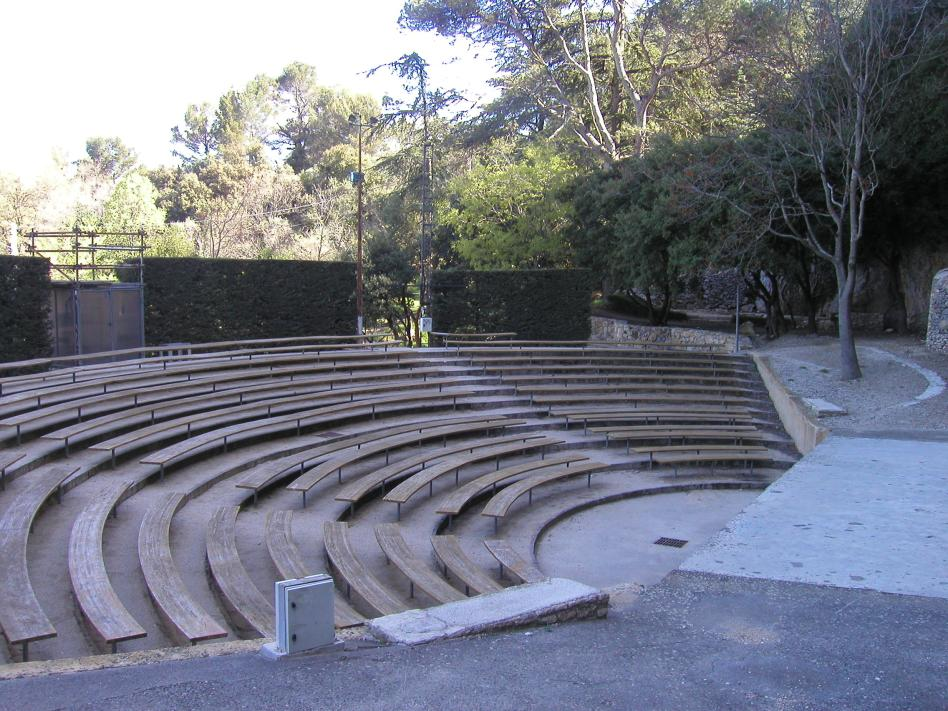
Freilichttheater
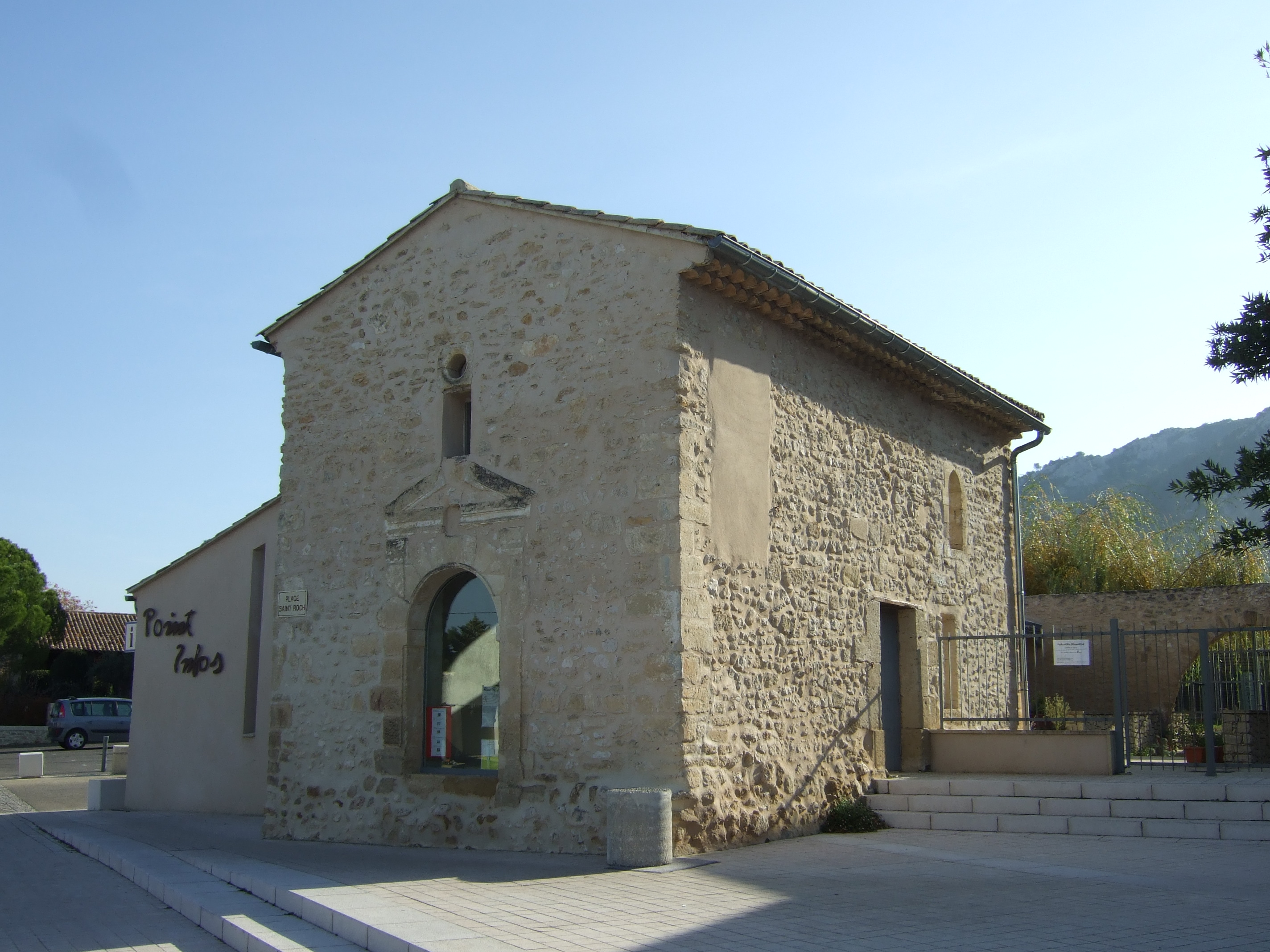
Kapelle Saint-Rochus

## Persönlichkeiten
- Xavier de Fourvières (1853–1912), französischer Prämonstratenser, Provenzalist und Romanist
- Vilém Flusser (1920–1991), Philosoph, lebte von 1980 bis zu seinem Tod in Robion